# ماكغافن
ماكغافن في أدب الخيال، يعد الماكغافن غاية أو أداة أو واقعة ضرورية لسير أحداث القصة ومحفزا لشخصياتها. لكن لا أهمية لها في حد ذاتها. أنشأ كاتب السينارو أنجوس ماكفيل هذا المصطلح للفيلم، قبل أن يتبناه المخرج ألفريد هيتشكوك، ويمتد بعد ذلك إلى آلية مماثلة في أعمال أدب الخيال الأخرى.

## نبذة
تعد تقنية الماكغافن شائعة في الأفلام، خاصة أفلام الإثارة. كما أن ظهورها يكون عادة في الجزء الأول من أحداث الفيلم، وتتراجع أهميتها فيما بعد. ويمكن أن تظهر مرة أخرى في ذروة القصة، ولكن يمكن أن تهمل عند نهايتها. أحيانًا وبشكل ساخر، يمثل تعدد الماكغافن على أنه كوبونات الحبكة.  

## التاريخ والاستخدام
لقد سبق استخدام الماكغافن كآلية قصصية لتقدم الحبكة تسميتها بماكغافن. فإن الكأس المقدسة للأسطورة الآرثرية استشهدت كمثال مبكر على الماكغافن. فالكأس المقدسة هي الغرض المرغوب والضروري لبدء الحبكة وتطورها. وإن المسألة النهائية للكأس لم تكشف أبدًا، مما يشير إلى أن الغرض ليس له أهمية في حد ذاته.

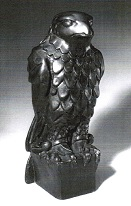
تمثال "الصقر المالطي" من الفيلم الذي يحمل الاسم ذاته.

استخدمت الممثلة بيرل وايت في حقبة الحرب العالمية الأولى مصطلح «ويني» لتحديد أي غرض (لفافة فيلم، أو عملة نادرة، أو ماس باهظ الثمن، وما إلى ذلك) لدفع الأبطال، وغالبًا الأشرار أيضًا لمطاردة بعضهم خلال الحبكات المعقدة لأخطار بولين وسلاسل الأفلام الصامتة الأخرى التي لعبت دور البطولة فيها. في الرواية البوليسية "الصقر المالطي"من عام 1930، يزود التمثال الصغير كلاً من عنوان الكتاب ودافعه للمؤامرة.
قام كاتب السيناريو الإنجليزي أنجوس ماكفيل بصياغة الاسم ماكغافن،  واشتهر من قبل المخرج ألفريد هيتشكوك في ثلاثينيات القرن الماضي.

### ألفريد هيتشكوك
روج المخرج والمنتج ألفريد هيتشكوك مصطلح ماكغافن وتقنيته في فيلمه الدرجات التسعة والثلاثون من عام 1935، وهو مثال مبكر لهذا المفهوم.  كما شرح هيتشكوك مصطلح ماكغافن في محاضرة ألقاها عام 1939 في جامعة كولومبيا في مدينة نيويورك:
قد يبدو اسمًا اسكتلنديًا مأخوذًا من قصة رجلين في قطار. يقول أحدهما: «ما هذه الحزمة الموجودة في رف الأمتعة؟». ويجيب الآخر: «أوه، إنه ماكغافن». يسأل الأول: «ما هو الماكغافن؟». ليجيب الآخر: «حسنًا، إنه جهاز لأسر الأسود في المرتفعات الاسكتلندية». يقول الرجل الأول: «لكن لا توجد أية أسود في المرتفعات الاسكتلندية»، ويجيب الآخر: «حسنًا، إذن هذا ليس بماكغافن!» لذلك فأنت ترى بأن الماكغافن هو في الواقع لا شيء على الإطلاق.
في مقابلة أجريت مع هيتشكوك عام 1966 من قبل فرانسوا تروفو، وضح فيها هيتشكوك مصطلح ماكغافن باستخدام نفس القصة. 
كما قال هيتشكوك أيضًا: «إن الماكغافن هو الشيء الذي يسعى خلفه الجواسيس، لكن الجمهور لا يهتم لأمره». 
إن مصطلح ماكغافن الخاص بهيتشكوك قد ساعده على تأكيد أن أفلامه لم تكن في الواقع كما تبدوعلى سطحها. فقد روى هيتشكوك أيضًا هذه النادرة في مقابلة تلفزيونية لفيلم ريتشارد شيكل الوثائقي الرجال الذين صنعوا الأفلام، وفي مقابلة أخرى مع ديك كافيت.

### جورج لوكاس
على عكس وجهة نظر هيتشكوك للماكغافين على أنه غرض تدور الحبكة حوله ولكن الجمهور لا يهتم به، فإن منتج الأفلام جورج لوكاس يعتقد أن «الجمهور يجب أن يهتم به بقدر ما يهتم به الأبطال والأشرار الذين يظهرون في نزاع على الشاشة». يصف لوكاس آرتو دي تو بأنه الماكغافن لفيلم حرب النجوم الأصلي،  وقال إن الماكغافن في فيلم سارقو التابوت الضائع كان مثالًا ممتازًا، على عكس الماكغافن في فيلمي إنديانا جونز التاليين الذي كان أكثر غموضا

### إيف لافاندير
بالنسبة للمخرج والباحث في الجانب النظري للكتابة الدراماية إيف لافاندير، وبالمعنى الدقيق للكلمة، فإن الماكغافن هو سر يحفز الأشرار. فالماكغافن في فيلم شمالا إلى الشمال الغربي  من المفترض أنه لا يملك أي محفزات للبطل. وهدف روجر ثورنهيل هو تخليص نفسه من المأزق الذي صنعته الهوية الخاطئة، وما يهم فاندام ووكالة المخابرات المركزية ليس له أهمية تذكر لثورنهيل. وإن نقص مماثل في القوة التحفيزية ينطبق على الماكغافن المزعوم في أفلام الثلاثينيات السيدة تختفي و الدرجات التسعة والثلاثون والمراسل الأجنبي . بمعنى أوسع، وكما يقول لافاندير، فإن الماكغافن يشير إلى أي تبرير لافراضات الصراع الخارجي للعمل.

## أمثلة
شهر ألفريد هيتشكوك استخدام تقنية الماكغافن. ومن الأمثلة على استخدام هذه التقنية من أفلام هيتشكوك: خططًا لمحرك طائرة صامت في 39 خطوة (1935)، وخام اليورانيوم المشع في سيئة السمعة (1946)، وبندًا من معاهدة سلام سرية في المراسل الأجنبي (1940).

### المعلومات الكاملة للمراجع
- Brewer's Dictionary of Twentieth-Century Phrase and Fable، Boston: هوتون ميفلين هاركورت، 1992، ISBN:0-395-61649-2، مؤرشف من الأصل في 2022-06-01
- Harmon، William (2012)، A Handbook to Literature (ط. 12th)، Boston: لونجمان، ISBN:978-0-205-02401-8
- Knowles، المحرر (2000)، The Oxford Dictionary of Phrase and Fable، Oxford: دار نشر جامعة أكسفورد، ISBN:0-19-860219-7، مؤرشف من الأصل في 2022-06-05
- Room، Adrian (2000)، Brewer's Dictionary of Modern Phrase and Fable، London: Cassell & Co.  [لغات أخرى]‏، ISBN:0-304-35381-7، مؤرشف من الأصل في 2022-06-05{{استشهاد}}:  صيانة الاستشهاد: علامات ترقيم زائدة (link)
- Skillion، المحرر (2001)، The New York Public Library Literature Companion، New York: Free Press  [لغات أخرى]‏، ISBN:0-684-86890-3، مؤرشف من الأصل في 2022-06-06{{استشهاد}}:  صيانة الاستشهاد: علامات ترقيم زائدة (link)

## روابط خارجية
- MacGuffin في TV Tropes
- كلمة. A.Day - ماكجوفين ، من Wordsmith.org
- صفحة الأسئلة الشائعة الخاصة بعلماء هيتشكوك / موقع "MacGuffin" على Labyrinth.net.au/~muffin/